# 王洵
王洵（1624年—？），字大允，山東萊州府濰縣人。清朝官员、進士出身。

## 生平
明崇禎十五年（1642年）壬午科山東鄉試舉人。清顺治六年（1649年），登三甲第149名进士，授會昌縣知縣，后改任工部都水司主事，升任工部郎中。